# 陰嚢形成術

ヒト男性の泌尿生殖器

陰嚢形成術（いんのうけいせいじゅつ、英: Scrotoplasty, Oscheoplasty）とは、陰嚢を形成または修復する手術の一種である。陰嚢形成術などの男性器形成手術の科学的研究は、1900年代初頭に発展し始めたとされる。また、偽精巣（精巣インプラント、人工睾丸）の開発は1940年に始まり、現在は使用されていない材料で作成された。今日、精巣インプラントは生理食塩水またはゲルを充填したシリコンゴムから作られている。陰嚢形成術が行われる理由は様々である。先天性欠損、加齢、感染症などによる陰嚢の問題への対処として陰嚢形成術が実施される。陰茎の軸が陰嚢に癒着している状態である翼状陰茎等の陰茎陰嚢障害を有する新生児の男児に対しては、陰嚢形成術を行って正常な外観と機能を回復させることができる。高齢の男性の場合、加齢とともに陰嚢が伸長する場合がある。また陰嚢形成術または陰嚢吊り上げ術は、緩んだ余分な皮膚を取り除くために行われる場合がある。陰嚢に感染症や壊死、外傷を受けた男性にも行われる。その他、トランス男性やインターセックス、ノンバイナリーの人の一部は、性別移行の一環として陰嚢形成術を選択する。

## 適応

### 埋没陰茎・翼状陰茎

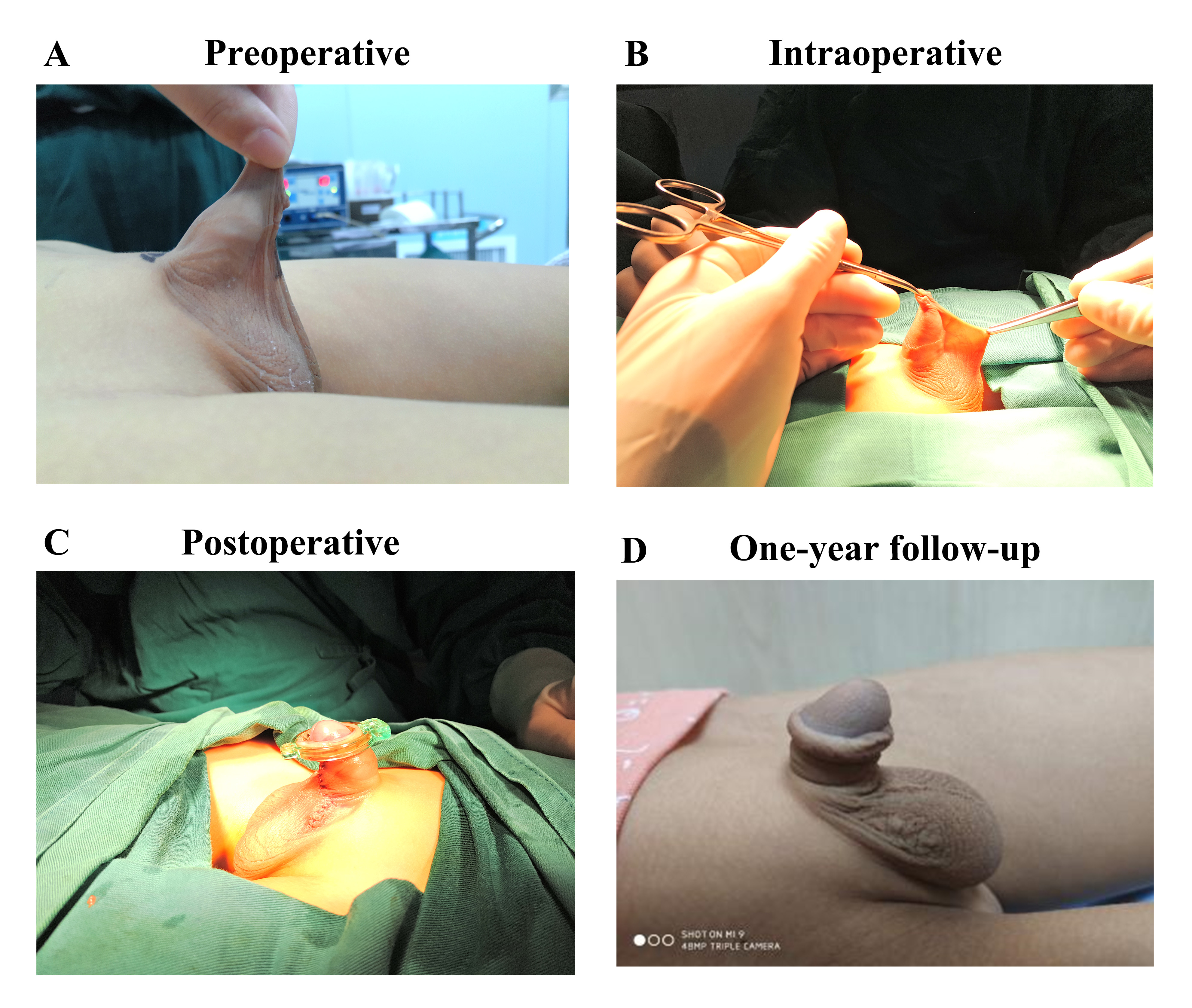
翼状陰茎を有する小児に対する陰嚢形成術変法

埋没陰茎は、陰茎が陰嚢に余剰皮膚で接着している状態である。陰茎周囲の余剰な皮膚を取り除き陰嚢部を整形する際に陰嚢形成術が用いられる。また翼状陰茎は、陰茎と陰嚢を繋ぐ皮膚が陰茎軸の下側に沿って帆状に伸びている病態である。両疾患とも新生児から成人男性にまで影響を及ぼすが、常に手術を必要とするわけではない。陰嚢形成術は、余分な皮膚を除去して陰嚢の正常な外観と陰茎の長さを回復して男性の自信を向上させることができる。いずれの疾患においても、陰嚢形成術では陰茎と陰嚢の癒合部分を切開し陰嚢を再建する。

### 余剰皮膚
陰嚢皮膚の過剰な弛みの原因には、老化、精索静脈瘤、陰嚢水腫などが考えられる。ヒトの皮膚は加齢と共に張りや弾力性が失われる。陰嚢の弛みは、皮膚の弾力性の低下のほか精巣を体幹方向へ引き上げる精巣挙筋が弱くなることが原因となる。多くのヒトが人生の後半に陰嚢の弛みを経験するが、全てのヒトに生じる訳ではない。陰嚢の弛みの原因として、精巣周囲の血流量と温度上昇に伴う陰嚢内の腫脹も考えられる。精索静脈瘤と呼ばれるこの状態に対して、身体は精巣を体幹から遠ざける反応を見せ、陰嚢が弛緩する。陰嚢の弛みのもう一つの原因は、精巣が腫れて液体が充満することである。これは陰嚢水腫と言われる病態で、新生児の男児によく見られるが1年以内に自然に治ることもある。成人男性では感染症または外傷による炎症により発生する。精索静脈瘤と同様に精巣は体幹から遠ざかり、陰嚢が下垂する。これらに対する陰嚢形成術は通称で陰嚢引き上げや陰嚢若返りと呼ばれ、緩んだ余分な陰嚢皮膚を取り除き、陰嚢を引き締めて小さく整形する手術である。陰嚢の弛みは日常生活や運動中に陰嚢が体に擦れて不快感を与えることがあるので、陰嚢引き上げは陰嚢の見た目を改善する美容整形としてだけでなくその不快感を軽減する目的でも実施される。

### フルニエ壊疽、陰嚢外傷、悪性腫瘍
陰嚢の皮膚組織が失われる陰嚢損傷には様々な種類がある。このような場合、壊死した皮膚を取り除き陰嚢を再建するために陰嚢形成術が行われる。陰嚢形成術が必要な成人男性における陰嚢の皮膚欠損は一般的ではない。
第一に、陰嚢損傷を起こす疾患として性器周囲の軟部組織の壊死性感染症であるフルニエ壊疽が挙げられる。この感染症は一般的に、免疫不全、糖尿病、大腸感染などの併存症を持つ人の複数細菌叢によって惹起される。壊死性筋膜炎k拡大を阻止するため、治療には積極的な外科的デブリードマンが必要であり、その結果、陰嚢の皮膚が失われることが多い。患者が安定し、感染が治まった後、陰嚢の機能を回復させるために陰嚢再建術が必要となる。
第二に、火傷、機械事故、交通事故、銃器事故、手術事故などによる陰嚢への外傷による陰嚢損傷が挙げられる。このような場合、皮膚の50％以上を失ったケースでは陰嚢形成術が必要となる可能性がある。陰嚢皮膚の移植再建には、身体の他の部位から採取した皮膚が用いられる。また、陰嚢の皮膚欠損の回復のために、周囲の皮膚を伸展させて新しい細胞を再生させる組織拡張術も選択肢となり得る。外科的陰嚢再建術に加え、感染を予防して感染症発症のリスクを軽減するために、抗菌薬投与と破傷風ワクチン接種を行う必要がある。
第三に、乳房外ページェット病等の皮膚疾患が陰嚢に影響し損傷させる場合がある。疾患が悪性腫瘍である場合、罹患皮膚を除去する手術が実施される。しかし腫瘍が精巣にまで拡がっている場合、精巣摘除術や人工睾丸移植なども必要となることがある。

### 性別適合手術（女性から男性）
出生時に女性に割り当てられたトランス男性やインターセックス、またはノンバイナリーな人の中には、女性から男性への移行を希望して自身の体表組織から男性器を作成する性別確認手術を受ける場合がある。陰茎を作成する性別確認手術には陰核陰茎形成術と陰茎形成術の2通りがあり、いずれにおいてもその後に陰嚢形成術を実施して更に精巣移植術を追加する。

## 合併症
陰嚢形成術を受ける患者は、術前に予めリスクや合併症について説明を受ける。手技は進歩しているが、再発のリスクは依然として存在する。更に、術後の美容的な結果が満足のいくものでない場合もある。また、生殖器組織を切除するという手術の性質上、陰嚢の感覚が失われることも考慮しなければならない。こうした感覚の問題は、身体の神経組織が再度身体に馴染むのに時間を要するために起こる。
感覚の喪失に加え知覚過敏や疼痛など、他の感覚の問題を経験することもある。この為、術後は性交渉や絶頂に関する問題が生じ、性的に満足を得られなくなる。術後数ヵ月が経過し神経組織が体内で再構築されれば、性機能は完全に回復する可能性がある。
その他の合併症は、出血や麻酔の問題など、どの手術にも見られるものである。
性別適合手術の陰嚢形成術の合併症は、主に人工睾丸に関するものであり、インプラントによる不快感や慢性疼痛、炎症や瘻孔形成などがある。喫煙歴のある患者では、感染症やインプラント抜去のリスクが高くなる。